# Суйта (стадион)
Футбольный стадион города Суйта (яп. 市立吹田サッカースタジアム Сирицу Суйта Сакка: Сутадзиаму) — стадион, расположенный в городе Суйта, префектура Осака, Япония. Является домашней ареной клуба Джей-лиги «Гамба Осака». Стадион был открыт в 2015 году в парке, где проходила всемирная выставка 1970 года рядом со старым стадионом Экспо '70.
В 2016 году принял 4 матче клубного чемпионата мира по футболу.